# Klaus Krämer
Klaus Matthias Krämer (Stuttgart, 14 de janeiro de 1964) é um teólogo católico romano alemão e nomeado bispo de Rottenburg-Stuttgart . Foi presidente da missão em Aachen de 2008 a 2019 e presidente da organização missionária infantil “Die Sternsinger” desde 2010. Ao mesmo tempo foi diretor nacional das Pontifícias Obras Missionárias na Alemanha (fora da Baviera ).

## Vida
Depois de se formar no Georg-Büchner-Gymnasium em Winnenden em 1983 e completar o serviço militar em Dillingen an der Donau em 1983/84, Krämer estudou direito e teologia em Tübingen, Augsburg, Munique e [[Freiburg i. Após o primeiro exame de direito estadual, ele também completou seus estudos em teologia católica em 1991. Em 1992 foi ordenado diácono em Stuttgart e em 19 de junho de 1993 foi ordenado sacerdote em Neresheim.
Depois de trabalhar como diácono em Horb am Neckar e vigário em Rottweil, Krämer tornou-se secretário episcopal do bispo Walter Kasper em Rottenburg em 1994 . Em 1997 foi liberado para concluir seu doutorado e assumiu o cargo de capelão universitário na Universidade Católica de Freiburg. Em janeiro de 2000, Krämer concluiu a obra “Imago Trinitatis. A imagem do homem à imagem de Deus na teologia de Tomás de Aquino “seu doutorado na Albert-Ludwigs-Universität Freiburg i. Ir .
Em abril de 1999, Krämer foi nomeado capítulo da catedral em Rottenburg a. N. foi nomeado e ao mesmo tempo chefe do Departamento da Igreja Mundial no Ordinariato Episcopal de Rottenburg. Cinco anos depois, em 2004, foi nomeado vigário episcopal para a formação dos serviços pastorais e chefe do Departamento Principal I do Ordinariado Episcopal de Rottenburg. Ao mesmo tempo, ele assumiu várias tarefas da igreja global em nível federal: de 2006 a 2009 trabalhou no projeto “Futuro do trabalho da igreja global na Alemanha”. Em 2007/08 foi porta-voz da Conferência dos Líderes Diocesanos para as Tarefas da Igreja Universal.
Em 11 de julho de 2008, Klaus Krämer – como sucessor de Hermann Schalück – foi nomeado diretor nacional das Pontifícias Obras Missionárias na Alemanha (fora da Baviera) e presidente da missão em Aachen . Sua introdução ao cargo de presidente da missão em Aachen ocorreu em 26 de setembro de 2008. Em 25 de fevereiro de 2010, a Conferência dos Bispos Alemães nomeou Krämer como presidente da organização missionária infantil “Die Sternsinger” .  Ele assumiu este cargo de Winfried Pilz e desde então o exerce em união pessoal com a presidência da missio Aachen. No outono de 2019, Dirk Bingener tornou-se seu sucessor em ambos os cargos. 
Em junho de 2010, Krämer se habilitou em dogmática e missiologia na Universidade de Filosofia e Teologia de Vallendar. Desde então, ele leciona lá como professor particular na disciplina de teologia sistemática . Em 24 de julho de 2015, o PTHV nomeou Krämer professor honorário de dogmática e missiologia na Faculdade de Teologia.
Em 2011 tornou-se presidente do Serviço Católico de Estrangeiros Acadêmicos (KAAD) e um ano depois também presidente do Centro Chinês em Sankt Augustin . É editor e autor de livros e artigos especializados na área teológica.
Em 1º de abril de 2020, Krämer assumiu a gestão do Departamento Principal VIII b, Edifício da Igreja, no Ordinariato Episcopal da Diocese de Rottenburg-Stuttgart. Após a vaga na diocese em 4 de dezembro de 2023 devido à renúncia do Bispo Gebhard Fürst por idade, o administrador diocesano Clemens Stroppel, eleito pelo capítulo da catedral, nomeou Krämer como seu representante permanente. Como tal, desempenha as funções do anterior vigário geral durante o período da sua nomeação (pelo menos até que um bispo recém-eleito tome posse da diocese).
Em 2 de outubro de 2024, foi anunciado que o Papa Francisco nomeou Klaus Krämer Bispo de Rottenburg-Stuttgart. O Papa confirmou assim a eleição pelo capítulo da catedral.A ordenação episcopal acontecerá em 1º de dezembro de 2024 na Catedral de Rottenburg de São Martinho.